# PGC 1537434
LEDA/PGC 1537434 ist eine Galaxie im Sternbild Krebs auf der Ekliptik. Sie ist schätzungsweise 365 Millionen Lichtjahre von der Milchstraße entfernt und hat einen Durchmesser von etwa 35.000 Lichtjahren. Vom Sonnensystem aus entfernt sich das Objekt mit einer errechneten Radialgeschwindigkeit von näherungsweise 8.300 Kilometern pro Sekunde.
Im selben Himmelsareal befinden sich unter anderem die Galaxien IC 2454, PGC 26166, PGC 1541835, PGC 1545556.